# Koga Tatsushirō
Koga Tatsushirō (jap. 古賀 辰四郎; * 23. Februar 1856 Provinz Chikugo (heute: Yame, Präfektur Fukuoka); † 15. August 1918) war ein japanischer Unternehmer.

## Leben
Ende der 1890er kaufte Tatsushirō Koga die Inseln Uotsuri-shima, Kuba-shima, Kita- und Minami-Kojima, die zu den Senkaku-Inseln gehören, und errichtete dort Fabriken zur Verarbeitung von Bonitos und Albatrosfedern. Dieses Unternehmen ging 1940 Konkurs und die Inseln blieben seither unbewohnt.
Tatsushiro steht heute für die Beanspruchung seitens der japanischen Regierung dieser Inseln nach deren Prinzip discovery-occupation (Entdeckung-Besetzung).